# 이주호 (수영 선수)
이주호(1995년 1월 23일~)는 대한민국의 수영 선수이다. 주 종목은 배영으로 2020년 하계 올림픽에 대한민국 국가대표로 참가했다.

## 경력
하계중학교와 동북고등학교를 졸업하고 연세대학교로 진학하면서 2014년에 제주도청 수영팀에 입단하여 선수로 활동했다. 2016년에 처음으로 국가대표로 발탁되어 7월에 일본 도쿄에서 열린 아시아 선수권 대회에 참가하였다. 이 대회의 100m 배영 종목에서는 55.91초의 기록으로 7위, 200m 배영에서는 2분 00.92초의 기록으로 5위에 올랐다.
2017년 8월에는 중화민국의 타이베이에서 열린 하계 유니버시아드에 대한민국 국가대표로 참가하였다. 100m 배영 예선 5조에서 56.39초를 기록하여 같은 대한민국 선수인 원영준과 스웨덴의 페테르 프레드릭손의 뒤를 이어 3위를 하였으나 전체 순위에서 밀려 준결승 진출에 실패했다. 200m 배영 예선 3조에서는 2분 00.50초의 기록으로 리투아니아의 다나스 랍시스와 벨라루스의 미키타 츠미크의 뒤를 이어 3위에 올라 준결승에 진출했다. 준결승 2조 에서는 2분 00.84초를 기록하여 5위를 하며 결승에는 오르지 못했다. 9월에는 투르크메니스탄의 아시가바트에서 열린 실내 무도 아시안 게임 수영 종목에 참가하여 100m 배영에 출전했으나 결선에서 52.57초를 기록, 대한민국의 정동원, 카자흐스탄의 아딜 카스카바이, 베트남의 쩐주이코이에 밀려 4위를 기록했다.
2018년 8월에는 인도네시아의 자카르타에서 열린 아시안 게임에 대한민국 국가대표로 참가하였다. 첫 종목인 100m 배영 종목에서는 3조에 배속되어 55.03초를 기록하여 일본의 이리에 료스케의 뒤를 이어 2위로 결승에 진출했고, 결승에서 54.52초를 기록하여 중화인민공화국의 쉬자위와 일본의 이리에의 뒤를 이어 동메달을 획득하였다.